# Verbekaria punctipennis
Verbekaria punctipennis är en tvåvingeart som beskrevs av Knutson 1968. Verbekaria punctipennis ingår i släktet Verbekaria och familjen kärrflugor.
Artens utbredningsområde är Tanzania. Inga underarter finns listade i Catalogue of Life.